# Ilari Manninen
Tatu Ilari Manninen (* 11. Oktober 1997 in Mikkeli) ist ein finnischer Hürdenläufer, der sich auf die 110-Meter-Distanz spezialisiert hat.

## Sportliche Laufbahn
Erste internationale Erfahrungen sammelte Ilari Manninen beim Europäischen Olympischen Jugendfestival (EYOF) 2013 in Utrecht, bei dem er in 14,13 s den vierten Platz über die Jugendhürden belegte. 2015 erreichte er bei den Junioreneuropameisterschaften in Eskilstuna das Halbfinale und schied dort mit 14,20 s aus, während er 2016 bei den U20-Weltmeisterschaften in Bydgoszcz mit 13,85 s im Vorlauf ausschied. 2019 schied er bei den U23-Europameisterschaften in Gävle mit 14,81 s im Halbfinale aus und verpasste mit der finnischen 4-mal-100-Meter-Staffel in 40,57 s den Finaleinzug. 2021 startete er bei den Halleneuropameisterschaften in Toruń über 60 m Hürden, scheiterte dort aber bereits mit 7,90 s in der ersten Runde, wie auch bei den Hallenweltmeisterschaften im Jahr darauf in Belgrad mit 7,74 s. Im August schied er bei den Europameisterschaften in München mit 14,08 s im Vorlauf über 110 m Hürden aus.
2023 kam er bei den Halleneuropameisterschaften in Istanbul mit 7,87 s nicht über die Vorrunde über 60 m Hürden hinaus.
In den Jahren 2021 und 2023 wurde Manninen finnischer Hallenmeister in der 4-mal-200-Meter-Staffel sowie 2022 im allgemeinen Staffellauf.

## Persönliche Bestzeiten
- 110 m Hürden: 13,79 s (+1,9 m/s), 8. Juni 2022 in Espoo
  - 60 m Hürden (Halle): 7,68 s, 30. Januar 2022 in Helsinki